# Ариас-и-Поррес, Мануэль
Мануэль Ариас-и-Поррес (исп. Manuel Arias y Porres; 1 ноября 1638, Алаэхос, королевство Кастилия и Леон — 16 ноября 1717, Севилья, королевство Испания) — испанский кардинал, иеронимит. Архиепископ Севильи с 3 апреля 1702 по 16 ноября 1717. Кардинал in pectore с 18 мая 1712 по 30 января 1713. Кардинал-священник с 30 января 1713.

## Биография
Родился в Алаэхосе в 1632 году в знатной семье. В 14-летнем возрасте был отправлен родителями на Мальту, где стал рыцарем Мальтийского ордена и завершил образование. В 1662 году стал вице-канцлером ордена, позднее также получил от Папы Иннокентия XI титул великого бальи.
В 1689 году сложил обязанности вице-канцлера Мальтийского ордена и вернулся в Испанию. Король Карл II хотел назначить его послом в Португалию, но Ариас-и-Поррес отклонил это назначение, ссылаясь на свой недавно приобретённый монашеский статус, незадолго до этого он вступил в орден иеронимитов. С 1692 по 1696 год возглавлял Совет Кастилии, занимая один из высших государственных постов королевства. В 1699 году против своей воли был возвращён королём на пост главы Совета для подавления волнений в Мадриде, вызванных нехваткой хлеба. Вторично подал в отставку в 1703 году.
После смерти Карла II в 1700 году династический кризис привёл к войне за испанское наследство. Ариас-и-Поррес поддерживал Филиппа V и французскую партию.
3 апреля 1702 года назначен архиепископом Севильи, 28 мая того же года состоялась епископская хиротония. Приступил к управлению архиепархией в 1704 году после отставки с поста главы Совета Кастилии.
После того, как в 1709 году Папа Климент XI признал эрцгерцога Карла, Филипп V разорвал отношения с Римом. Ариас-и-Поррес оказался одним из четырёх испанских прелатов, который отказался выполнять приказ короля и прерывать связь с Римом. Впрочем вскоре король простил архиепископа и даже тремя годами позже, после нормализации отношений со Святым Престолом предложил его кандидатуру в кардиналы.
18 мая 1712 был возведён Папой Климентом XI в кардиналы in pectore, тайно, не объявляя имени. На консистории 30 января 1713 года об получении Ариасом-и-Порресом кардинальской шапки было объявлено открыто. Никогда не был в Риме, кардинальскую шапку и знаки кардинальского достоинства ему вручил папский посланник.
Умер 16 ноября 1743 года в Севилье. Похоронен в севильской церкви Святых Даров.